# Lemurella pallidiflora
Lemurella pallidiflora är en orkidéart som beskrevs av Jean Marie Bosser. Lemurella pallidiflora ingår i släktet Lemurella och familjen orkidéer. Inga underarter finns listade i Catalogue of Life.